# Яко Молхов
 Тази статия е за литературния критик.  За генерала вижте Яко Молхов (офицер).  
Яко Аврамов Молхов (р. 29 декември 1915 – п. 8 април 2001) е български литературен и кинокритик, сценарист, писател. През 1953 г. е главен помощник и наблюдател на работата на писателя Димитър Димов върху първата му преработката на романа „Тютюн“.

## Биография
Яко Молхов е роден на 29 декември 1915 г. в с. Каменица (днешен квартал във Велинград) в многодетното семейство на дребен търговец, евреин. След като баща му загива в Първата световна война семейството живее в оскъдица, като Молхов учи първоначално в родното си село, а от 1926 г. в София, където семейството се премества. Завършва гимназия и записва право в Софийския университет. Междувременно започва работа като търговски служещ. През време на Втората световна война е принуден да прекъсне образованието си, заради антиеврейските закони. Молхов става член на Работническия младежки съюз от 1930 г. и развива организационна и пропагандна дейност сред учениците в София и младежите в родния си край, а по-късно във въздържателното дружество „Васил Левски“. Приет е в БКП и става партиен секретар и член на секторното ръководство в квартал Ючбунар. Членува в литературния кръжок „Христо Смирненски“.
В периода 1948 – 1952 г. работи в Българска кинематография и като редактор в сценарната редакция в Студията за игрални филми (СИФ) в Бояна. През 1952 – 53 г. специализира кинотеория и кинодраматургия в „Мосфилм“ и „Ленфилм“ – СССР. В края на 50-те години завършва театрознание във ВИТИЗ.
От 1952 до 1963 г. е главен редактор на сп. „Киноизкуство“. През 1962 г. издава книгата „Кинокритика“, която представлява една от първите професионални разработки в областта в България. До началото на 70-те е редактор в Студията за научно-популярни филми (СНПФ), а сетне – завежда отдел Белетристика в сп. „Пламък“.
Член е на Съюза на българските писатели (СБП), продължава да членува в БКП.
Встрани от кинокритиката, Яко Молхов развива и активна литературно-критическа дейност. През периода на социалистическо управление Молхов се занимава предимно с актуални проблеми на литературната критика, в това число мемоарната и детската литература. Автор е на редица статии и рецензии върху творчеството на Димитър Димов, Георги Караславов, Емилиян Станев, Иван Мартинов, Андрей Гуляшки, Цветан Ангелов и др. Критиката му не подминава и представители на чуждата литература – А. Т. Твардовски, Б. Н. Полевой, Максим Горки, Иля Еренбург, А. П. Гайдар, Ромен Ролан, Стефан Цвайг и др.
Когато през 1951 г. е издаден „Тютюн“ на Димитър Димов – едно от най-крупните произведения на българската литература от средата на миналото столетие – редица критици и писатели, светила на марксистко-ленинската догматична естетика, остро критикуват романа. Някои от тях, все още в плен на култа към личността, дори правят опит да го отрекат. След позорно тридневно обсъждане в Съюза на писателите и редица остри статии, някои от които достигат и до периодичния печат, е взето единодушно заключение от страна на критиците, че романа трябва да се преработи. След оказан върху Димов натиск чрез редица препоръки в специализирания и периодичен печат, както и в самия съюз на писателите, той се съгласява да преработи творбата си. През 1953 г. издателство „Народна култура“ ангажира Яко Молхов като цензор на Димитър Димов по работата му върху преработката на романа „Тютюн“ (1951). Преработената версия на излиза през 1954 г.
Молхов работи и като сценарист. Автор е на сценариите към филмите:
- „Той не умира“ (1949), в съавторство със сценаристите и режисьори Борис Грежов и Румен Григоров,
- „Кратка изповед“ (1972), режисьор Маргарит Николов
- „Захари Стоянов“ (1975), режисьор Юлий Стоянов.

Сътрудничи на сп. „Киноизкуство“ и други вестници и списания с оперативни рецензии за български и чужди филми. В статиите си поставя проблемите на българските кинодраматургия, кинорежисура и сценарен жанр. Занимава се с история на българското кино и връзките му с италианския неореализъм.
Превежда творби на А. С. Пушкин, В. П. Катаев, Иля Еренбург и др.
Пътува до САЩ, където малкият му син е емигрирал. Две години учи английски език в напреднала възраст, учител му е Атанас Сейков. Сле завръщането си пише пътеписа „Пътуване до Америка“.
След 1989 г. Яко Молхов развива качествено нови насоки в разработките си. Сред най-забележителните в това отношение е статията му „Евреи-писатели в съвременната българска литература“, част от сборника „Литературата на малцинствата в България след Освобождението“ (том I).
Дистанцирал се от обществения живот през последните години от живота си, Яко Молхов заминава за втори път за Америка. Умира на 8 април 2001 г. в Лос Анжелис..